# Minna Cauer

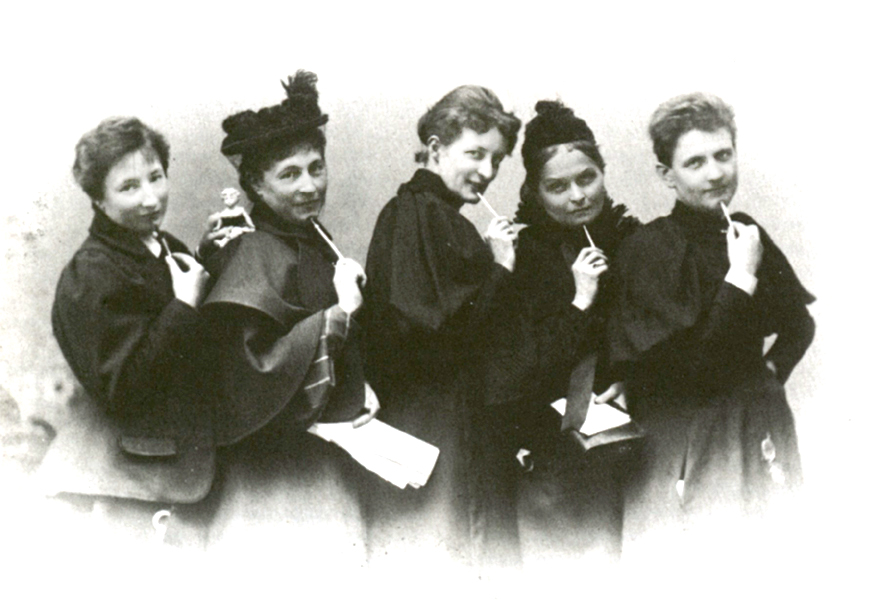
Cauer och andra förkämpar för kvinnlig rösträtt, från vänster till höger: Anita Augspurg, Marie Stritt, Lily von Gizycki, Minna Cauer och Sophia Goudstikker, omkring 1896

Minna Cauer, född 1 november 1841 i Freyenstein nära Wittstock, död 3 augusti 1922 i Berlin, var en tysk kvinnosakskämpe.
Cauer var en av pionjärerna för kvinnligt socialt arbete, och var verksam för kvinnans politiska rösträtt. Hon tog 1888 initiativ till organisationen Frauenwohl. Hon grundade 1901[källa behövs] Verband Fortschrittlicher Frauenvereine (VfFV), och utgav Die Frau im 19. Jahrhundert (1895) och Organisation und sozialpolitische Arbeit (1897). Hon organiserade Berlins kvinnokongress 1896.
Vid hennes död skrev Anna Kleman en dödsruna för henne i Hertha.